# Федоськина, Наталья Ивановна
Наталья Ивановна Федоськина (в замужестве Рассказова; род. 25 июня 1980) — российская легкоатлетка, специалистка по спортивной ходьбе. Выступала за сборную России по лёгкой атлетике в 1999—2004 годах, призёрка Кубков Европы и мира, победительница первенств всероссийского значения, участница трёх чемпионатов мира.

## Биография
Наталья Федоськина родилась 25 июня 1980 года. Занималась спортивной ходьбой в Мордовии.
Впервые заявила о себе не международном уровне в сезоне 1999 года, когда вошла в состав российской сборной и выступила на Кубке мира по спортивной ходьбе в Мезидон-Канон, где в личном и командном зачётах 20 км стала второй. Позднее приняла участие в чемпионате мира в Севилье, но здесь была дисквалифицирована.
В 2001 году на Кубке Европы в Дудинце с личным рекордом 1:26:50 вновь финишировала второй в личном зачёте 20 км — тем самым помогла своим соотечественницам выиграть женский командный зачёт. На последовавшем чемпионате мира в Эдмонтоне снова получила дисквалификацию.
В 2002 году одержала победу на зимнем чемпионате России в Адлере, взяла бронзу на летнем чемпионате России в Чебоксарах, сошла с дистанции на чемпионате Европы в Мюнхене. На Кубке мира в Турине завоевала бронзовую и золотую награды в личном и командном зачётах 20 км соответственно.
В 2003 году на Кубке Европы в Чебоксарах финишировала четвёртой в личном зачёте 20 км и взяла бронзу в командном. На чемпионате мира в Париже была дисквалифицирована.
В 2004 году стала серебряной призёркой на зимнем чемпионате России в Адлере, тогда как на Кубке мира в Наумбурге заняла 39-е место — при этом российские спортсменки показали второй результат в командном зачёте.